# Montefiore dell’Aso
Montefiore dell’Aso település Olaszországban, Marche régióban, Ascoli Piceno megyében. Lakosainak száma 1986 fő (2023. január 1.). Montefiore dell’Aso Carassai, Lapedona, Massignano, Monterubbiano, Moresco, Ripatransone, Campofilone és Petritoli községekkel határos.

## Népesség
A település lakossága az elmúlt években az alábbi módon változott:
| Lakosok száma | 2102 | 2053 | 1986 |
|               | 2017 | 2018 | 2023 |